# Klemmeforbindelse
En elektrisk klemmeforbindelse er en type af lodningsløs elektrisk forbindelse. 
En klemmeforbindelse er en forbindelse mellem (et kabels) isolerede ledninger eller uisoleret leder og en elektrisk terminal, via en forbindelsesproces som klemmer kordelerne tæt på lederens ende, hvilket udgør en pålidelig gastæt elektrisk forbindelse.
Klemmeforbindelserne i denne artikel undtager klemmeforbindelser med mobile ben - elektrisk stik.
Mange klemmeforbindelser er en del af en adapter, som også indeholder et stiks ben eller en kabelskos ring, gaffel, stift eller spade. Faktisk er disse selv en slags klemmeforbindelser, da de kun virker efter hensigten, når emnerne sidder i spænd.
Klemningen kan udgøres af en blok med fx:
- Skrue
- Fjeder

## Eksempler på klemmeforbindelser
- Skrueterminal
- Kronemuffe
- Elektrisk klemskrue
- IDC-stik
- Krympet klemmeforbindelse